# Georges-Barthold Pontanus de Braitenberg
Pour les articles homonymes, voir Pontanus.
Pontanus Georges-Barthold de Braitenberg est un théologien et poète bohémien né à Brüx vers le milieu du XVIe siècle et mort en 1616.
Il acquit comme prédicateur beaucoup de réputation, qu'il accrut encore en publiant des poésies latines, reçut de l'empereur Rodolphe le titre de poète lauréat (1588), et devint chanoine à la cathédrale de Prague prévôt et vicaire général,. Son rôle dans la Contre-Réforme en Europe centrale n'a été reconnu que depuis les années 2010.
Outre de nombreuses poésies latines, on lui doit :
- Le Triomphe de la goutte (Francfort, 1605, in-4°), poème comique ;
- Bibliothèque des prédicateurs (Cologne, 1608, in-fol.) ;
- La Bohême pieuse (Francfort, 1608, in-fol.), recueil de traits de piété ;
- Scanderbegus sive vita Georgii Castriotœ (Hanau, 1609, in-8°).